# النهار (جريدة مصرية)
جريدة النهار المصرية صحيفة تصدر عن شركة الوقائع العربية للصحافة والنشر، وقد صدر العدد الأول من الجريدة الورقية بتاريخ 14 فبراير 2007، ويتولى الأستاذ «أسامة شرشر» موقع رئيس مجلس الإدارة ورئيس التحرير، بينما يتولى الكاتب الصحفي «شعبان خليفة» منصب رئيس التحرير التنفيذي، وتضم الجريدة نخبة من الصحفيين الشباب وذوي الخبرة.
وقد تحول موقع الجريدة على شبكة المعلومات الدولية منذ بداية يناير عام 2010 إلى موقع يومي، وذلك تمهيداً لتحويل الجريدة الورقية إلى جريدة يومية.
الجريدة مستقلة، وكانت تصدر أسبوعياً فيما مضى، ولكنها أصبحت تصدر شبه وقتية بمجرد وصول الخبر لأي من المحررين.